# Czteropotencjał
Czteropotencjał – potencjał pola elektrycznego φ oraz potencjał pola magnetycznego A łączy się w czterowektor Aμ zwany czteropotencjałem. Wektory pól E i B są opisywane przez tensor pola elektromagnetycznego, które są opisywane w metryce w szczególnej teorii względności o sygnaturze (+,-,-,-).
|  |  | {\displaystyle A^{\mu }=\left({\frac {\varphi }{c}},{\vec {A}}\right)} |  | (1) |

|  |  | {\displaystyle A_{\mu }=\eta _{\mu \nu }A^{\nu }=\left({\frac {\varphi }{c}},-{\vec {A}}\right)} |  | (2) |

Czteropotencjał pojawia się w hamiltonianie relatywistycznym oraz w równaniach mechaniki kwantowej, np. w równaniu Diraca.